# ペトリス・ヴァスクス
ペトリス・ヴァスクス（Pēteris Vasks, 1946年4月16日 - ）は、ラトビアの作曲家。ペーテリス・ヴァスクス、ペーテリス・ワスクスとも表記される。

## 経歴
1946年、ラトビア・アイズプテのバプテスト教会の牧師の家に生まれた。コントラバス奏者として訓練を積み、ラトビアのいくつかのオーケストラで演奏した。その後作曲を学ぶことを志したが、ソビエトがバプテスト教会に対して弾圧政策を取っていたためラトビアの音楽大学に入ることができず、隣国リトアニアのビリニュスの国立音楽大学に入学した。ヴァスクスの名がラトビア国外に知られるようになるのは、1990年代になってからであり、ギドン・クレーメルがヴァスクスの作品を支持しだしたことによる。
作曲家として1996年にウィーンのヘルダー賞を、1997年にはヴァイオリン協奏曲『遠き光』（1996年 - 1997年）でラトビア音楽大賞(Latvian Grand Music Award)を受賞した。

## 作曲作品について
ヴァスクスのスタイルは、初期はヴィトルト・ルトスワフスキ、クシシュトフ・ペンデレツキ、ジョージ・クラムらの「偶然性」の実験に負うところが多かったが、その後の作品は、たとえば、優しく牧歌的な『コーラングレ協奏曲』（1989年）のような、ラトビア民謡の要素も含むようになっていった。一般的には、ヴァスクスの作品の特徴は、がっしりした力強い和声のセンスを伴い、とても明快で饒舌だと言われている。叙情的なパッセージは、その後に不協和音が続くこともあれば、リズムはマーチ風の重苦しいセクションによって邪魔されることもある。ミニマル・ミュージックの技法も使うが、決して特定の技法の奴隷になることはない。
またヴァスクスは環境問題への関心が強く、『弦楽四重奏曲第2番』（1984年）をはじめとした彼の多くの作品からは、手つかずの自然・破壊された自然の両方を感じ取ることができる。ヴァスクスの他の重要な作品には、『カンタービレ』（1979年）、『ムジカ・ドロローサ』（1984年）、『ヴィアトーレ』（2001年）、『交響曲第2番』（1998年）、『死んだ友人のための音楽』（1982年）などがある。弦楽四重奏曲はこれまでに5曲書いていており、そのうち『第4番』（2003年）と『第5番』(2006年）は、クロノス・クァルテットのために作曲されている。